# Josh McCown
Pour les articles homonymes, voir McCown.
(en) Statistiques sur pro-football-reference
Joshua « Josh » Treadwell McCown, né le 4 juillet 1979 à Jacksonville, est un entraîneur américain de football américain dans la National Football League (NFL).
Il est l'entraîneur des quarterbacks de la franchise des Panthers de la Caroline depuis le début de la saison 2023. Entre 2002 et 2020, il a joué au poste de quarterback pour douze équipes de la NFL.

## Biographie

### Carrière universitaire
Au niveau universitaire, McCown a joué trois saisons (1998-2000) pour les Mustangs de l'université méthodiste du Sud dans la NCAA Division I FBS et une saison  (2001) pour les Bearkats de Sam Houston State de l'université d'État Sam Houston dans la NCAA Division I FCS.

### Carrière professionnelle (joueur)
Il est sélectionné en 81e choix global lors du (3e tour) de la draft 2002 de la NFL par la franchise professionnelle des Cardinals de l'Arizona. La suite de sa carrière est marquée par de nombreux transferts dans diverses équipes de la NFL telles que les Lions de Détroit, les Raiders d'Oakland, les Dolphins de Miami (en équipe d'entraînement uniquement), les Panthers de la Caroline et les 49ers de San Francisco (en équipe d'entraînement uniquement).
En 2010, il joue une saison avec les Colonials de Hartford dans la United Football League mais revient en 2011 dans la NFL chez les Bears de Chicago. Durant la saison 2013, il remplace le quarterback titulaire Jay Cutler. Il quitte les Bears de Chicago en mars 2014 pour les Buccaneers de Tampa Bay qu'il quitte en 2015 pour rejoindre les Browns de Cleveland.
Le 17 juin 2019, il annonce sa retraite après seize saisons passées en NFL au sein de dis équipes différentes.
Sa retraite est de courte durée puisque le 17 août 2019 il annonce son retour en signant un contrat avec les Eagles de Philadelphie pour une durée d'un an et 2 millions de dollars garantis afin de pallier les blessures des deux quarterbacks remplaçants, Nate Sudfeld et Cody Kessler.
Il participe à son premier match de phase finale à la suite de la blessure de Carson Wentz en cours de match et devient, à 40 ans, le plus vieux quarterback de la NFL à faire ses débuts dans une phase éliminatoire,. Les Eagles perdent le match 7 à 19 en déplacement chez les Seahawks de Seattle. Il a révélé plus tard lors d'une interview que ses ischio-jambiers s'étaient décollés de l'os lors du deuxième quart temps mais qu'il avait continué à jouer,,,,. Après cette défaite, les Eagles lui propose une place comme entraîneur dans l'encadrement de l'équipe pour la saison 2020 mais il refuse car il désire continuer à jouer. Le 6 septembre 2020, il intègre l'équipe d'entraînement (practice squad) des Eagles et devient par la même occasion le plus vieux joueur d'équipe d'entraînement de l'histoire de la NFL.
Le 4 novembre 2020, il s'engage avec les Texans de Houston où il intègre également l'équipe d'entraînement. Il est libéré le 1er mars 2021 et est depuis considéré comme agent libre.

### Carrière professionnelle (entraîneur)
Après la saison 2021, McCown est interviewé par les Texans pour le poste d'entraîneur principal à la suite du limogeage de David Culley (en) mais c'est finalement Lovie Smith qui lui est préféré.
Le 10 février 2023, McCown est engagé par les Panthers de la Caroline en tant qu'entraîneur de leurs quarterbacks et sous la direction de l'entraîneur principal Frank Reich.

## Statistiques
| Année              | Équipe                  | MJ  |         | Passes   | Passes | Passes | Passes | Passes | Passes | Passes  |       | Courses | Courses | Courses | Courses |
| Année              | Équipe                  | MJ  | Tentées | Réussies | Pct.   | Yards  | TD     | Int.   | Éval.  | Tentées | Yards | Moy.    | TD      |         |         |
| 2002               | Cardinals de l'Arizona  | 2   | 18      | 7        | 38,9   | 66     | 0      | 2      | 10,2   | 1       | 20    | 20      | 0       |         |         |
| 2003               | Cardinals de l'Arizona  | 8   | 166     | 95       | 57,2   | 1 018  | 5      | 6      | 70,3   | 28      | 158   | 5,6     | 1       |         |         |
| 2004               | Cardinals de l'Arizona  | 14  | 408     | 233      | 57,1   | 2 511  | 11     | 10     | 74,1   | 36      | 112   | 3,1     | 2       |         |         |
| 2005               | Cardinals de l'Arizona  | 9   | 270     | 163      | 60,4   | 1 836  | 9      | 11     | 74,9   | 29      | 139   | 4,8     | 0       |         |         |
| 2006               | Lions de Détroit        | 2   | -       | -        | -      | -      | -      | -      | -      | -       | -     | -       | -       |         |         |
| 2007               | Raiders d'Oakland       | 9   | 190     | 111      | 58,4   | 1 151  | 10     | 11     | 69,4   | 29      | 143   | 4,9     | 0       |         |         |
| 2008               | Panthers de la Caroline | 2   | -       | -        | -      | -      | -      | -      | -      | 4       | -3    | -0,8    | 0       |         |         |
| 2009               | Panthers de la Caroline | 1   | 6       | 1        | 16,7   | 2      | 0      | 0      | 39,6   | -       | -     | -       | -       |         |         |
| 2011               | Bears de Chicago        | 3   | 55      | 35       | 63,6   | 414    | 2      | 4      | 68,3   | 12      | 68    | 5,7     | 0       |         |         |
| 2012               | Bears de Chicago        | 0   | -       | -        | -      | -      | -      | -      | -      | -       | -     | -       | -       |         |         |
| 2013               | Bears de Chicago        | 8   | 224     | 149      | 66,5   | 1 829  | 13     | 1      | 109    | 13      | 69    | 5,3     | 1       |         |         |
| 2014               | Buccaneers de Tampa Bay | 11  | 327     | 184      | 56,3   | 2 206  | 11     | 14     | 70,5   | 25      | 127   | 5,1     | 3       |         |         |
| 2015               | Browns de Cleveland     | 8   | 292     | 186      | 63,7   | 2 109  | 12     | 4      | 93,3   | 20      | 98    | 4,9     | 1       |         |         |
| 2016               | Browns de Cleveland     | 5   | 165     | 90       | 54,5   | 1 100  | 6      | 6      | 72,3   | 7       | 21    | 3       | 0       |         |         |
| 2017               | Jets de New York        | 13  | 397     | 267      | 67,3   | 2 926  | 18     | 9      | 94,5   | 37      | 124   | 3,4     | 5       |         |         |
| 2018               | Jets de New York        | 4   | 110     | 60       | 54,5   | 539    | 1      | 4      | 55,8   | 5       | 32    | 6,4     | 0       |         |         |
| 2019               | Eagles de Philadelphie  | 3   | 5       | 3        | 60     | 24     | 0      | 0      | 72,1   | 2       | -2    | -1      | 0       |         |         |
| 2020               | Texans de Houston       | 0   | -       | -        | -      | -      | -      | -      | -      | -       | -     | -       | -       |         |         |
| Totaux en carrière | Totaux en carrière      | 102 | 2 633   | 1 584    | 60,2   | 17 731 | 98     | 82     | 79,7   | 248     | 1 106 | 4,5     | 13      |         |         |

| Année              | Équipe                 | MJ |         | Passes   | Passes | Passes | Passes | Passes | Passes | Passes  |       | Courses | Courses | Courses | Courses |
| Année              | Équipe                 | MJ | Tentées | Réussies | Pct.   | Yards  | TD     | Int.   | Éval.  | Tentées | Yards | Moy.    | TD      |         |         |
| 2019               | Eagles de Philadelphie | 1  | 24      | 18       | 75,0   | 174    | 0      | 0      | 94,8   | 5       | 23    | 4,6     | 0       |         |         |
| Totaux en carrière | Totaux en carrière     | 1  | 24      | 18       | 75,0   | 174    | 0      | 0      | 94,8   | 5       | 23    | 4,6     | 0       |         |         |

| Année              | Équipe                | MJ |         | Passes   | Passes | Passes | Passes | Passes | Passes | Passes  |       | Courses | Courses | Courses | Courses |
| Année              | Équipe                | MJ | Tentées | Réussies | Pct.   | Yards  | TD     | Int.   | Éval.  | Tentées | Yards | Moy.    | TD      |         |         |
| 2010               | Colonials de Hartford | 8  | 114     | 202      | 56,4   | 1 463  | 10     | 8      | 79,3   | 10      | 35    | 3,5     | 0       |         |         |
| Totaux en carrière | Totaux en carrière    | 8  | 114     | 202      | 56,4   | 1 463  | 10     | 8      | 79,3   | 10      | 35    | 3,5     | 0       |         |         |